# Eniwa (Hokkaidō)
Eniwa (恵庭市 Eniwa-shi?) es una ciudad localizada en la subprefectura de Ishikari, Hokkaidō, Japón. En junio de 2019 tenía una población estimada de 69.818 habitantes y una densidad de población de 237 personas por km². Su área total es de 294,65 km².

## Geografía

### Localidades circundantes
- Subprefectura de Ishikari
  - Chitose
  - Kitahiroshima
  - Naganuma
  - Sapporo

### Clima
| Parámetros climáticos promedio de Eniwa (1991–2020) | Parámetros climáticos promedio de Eniwa (1991–2020) | Parámetros climáticos promedio de Eniwa (1991–2020) | Parámetros climáticos promedio de Eniwa (1991–2020) | Parámetros climáticos promedio de Eniwa (1991–2020) | Parámetros climáticos promedio de Eniwa (1991–2020) | Parámetros climáticos promedio de Eniwa (1991–2020) | Parámetros climáticos promedio de Eniwa (1991–2020) | Parámetros climáticos promedio de Eniwa (1991–2020) | Parámetros climáticos promedio de Eniwa (1991–2020) | Parámetros climáticos promedio de Eniwa (1991–2020) | Parámetros climáticos promedio de Eniwa (1991–2020) | Parámetros climáticos promedio de Eniwa (1991–2020) | Parámetros climáticos promedio de Eniwa (1991–2020) |
| Mes                                                 | Ene.                                                | Feb.                                                | Mar.                                                | Abr.                                                | May.                                                | Jun.                                                | Jul.                                                | Ago.                                                | Sep.                                                | Oct.                                                | Nov.                                                | Dic.                                                | Anual                                               |
| --------------------------------------------------- | --------------------------------------------------- | --------------------------------------------------- | --------------------------------------------------- | --------------------------------------------------- | --------------------------------------------------- | --------------------------------------------------- | --------------------------------------------------- | --------------------------------------------------- | --------------------------------------------------- | --------------------------------------------------- | --------------------------------------------------- | --------------------------------------------------- | --------------------------------------------------- |
| Temp. máx. abs. (°C)                                | 7.6                                                 | 7.6                                                 | 14.8                                                | 25.7                                                | 31.4                                                | 31.1                                                | 34.0                                                | 34.3                                                | 31.8                                                | 25.2                                                | 20.5                                                | 14.5                                                | 34.3                                                |
| Temp. máx. media (°C)                               | -1.5                                                | -0.6                                                | 3.4                                                 | 10.7                                                | 16.7                                                | 20.2                                                | 23.7                                                | 25.1                                                | 21.9                                                | 15.7                                                | 8.1                                                 | 1.0                                                 | 12                                                  |
| Temp. media (°C)                                    | -6.2                                                | -5.5                                                | -0.9                                                | 5.4                                                 | 11.1                                                | 15.2                                                | 19.1                                                | 20.6                                                | 16.8                                                | 10.2                                                | 3.4                                                 | -3.5                                                | 7.1                                                 |
| Temp. mín. media (°C)                               | -12.8                                               | -12.5                                               | -6.5                                                | 0.1                                                 | 5.9                                                 | 11.1                                                | 15.7                                                | 16.9                                                | 11.8                                                | 4.4                                                 | -1.6                                                | -9.2                                                | 1.9                                                 |
| Temp. mín. abs. (°C)                                | -26.8                                               | -26.9                                               | -21.1                                               | -12.6                                               | -2.5                                                | 0.7                                                 | 7.0                                                 | 6.0                                                 | 0.2                                                 | -4.6                                                | -15.1                                               | -22.0                                               | -26.9                                               |
| Precipitación total (mm)                            | 53.1                                                | 52.7                                                | 53.5                                                | 56.9                                                | 82.4                                                | 85.5                                                | 107.0                                               | 153.8                                               | 152.1                                               | 109.1                                               | 87.9                                                | 67.4                                                | 1061.4                                              |
| Nevadas (cm)                                        | 155                                                 | 140                                                 | 96                                                  | 8                                                   | 0                                                   | 0                                                   | 0                                                   | 0                                                   | 0                                                   | 1                                                   | 19                                                  | 116                                                 | 535                                                 |
| Días de lluvias (≥ 1 mm)                            | 12.9                                                | 11.9                                                | 12.1                                                | 9.9                                                 | 10.4                                                | 8.6                                                 | 10.3                                                | 11.2                                                | 11.5                                                | 12.1                                                | 12.8                                                | 12.0                                                | 135.7                                               |
| Días de nevadas (≥ 1 mm)                            | 18.4                                                | 16.1                                                | 11.8                                                | 1.0                                                 | 0.0                                                 | 0.0                                                 | 0.0                                                 | 0.0                                                 | 0.0                                                 | 0.0                                                 | 2.1                                                 | 13.1                                                | 62.5                                                |
| Horas de sol                                        | 102.7                                               | 109.1                                               | 151.0                                               | 171.3                                               | 179.4                                               | 151.8                                               | 135.2                                               | 143.5                                               | 156.6                                               | 148.6                                               | 111.5                                               | 96.4                                                | 1657.1                                              |
| Fuente n.º 1: Agencia Meteorológica de Japón        |                                                     |                                                     |                                                     |                                                     |                                                     |                                                     |                                                     |                                                     |                                                     |                                                     |                                                     |                                                     |                                                     |
| Fuente n.º 2: Agencia Meteorológica de Japón        |                                                     |                                                     |                                                     |                                                     |                                                     |                                                     |                                                     |                                                     |                                                     |                                                     |                                                     |                                                     |                                                     |

## Demografía
Según los datos del censo japonés, esta es la población de Eniwa en los últimos años.
| 1995   | 2000   | 2005   | 2010   | 2015   |
| ------ | ------ | ------ | ------ | ------ |
| 62.351 | 65.239 | 67.614 | 69.384 | 69.702 |

## Relaciones internacionales

### Ciudades hermanadas
- Timaru, Nueva Zelanda – desde el 13 de febrero de 2008